# Röhrenbahn

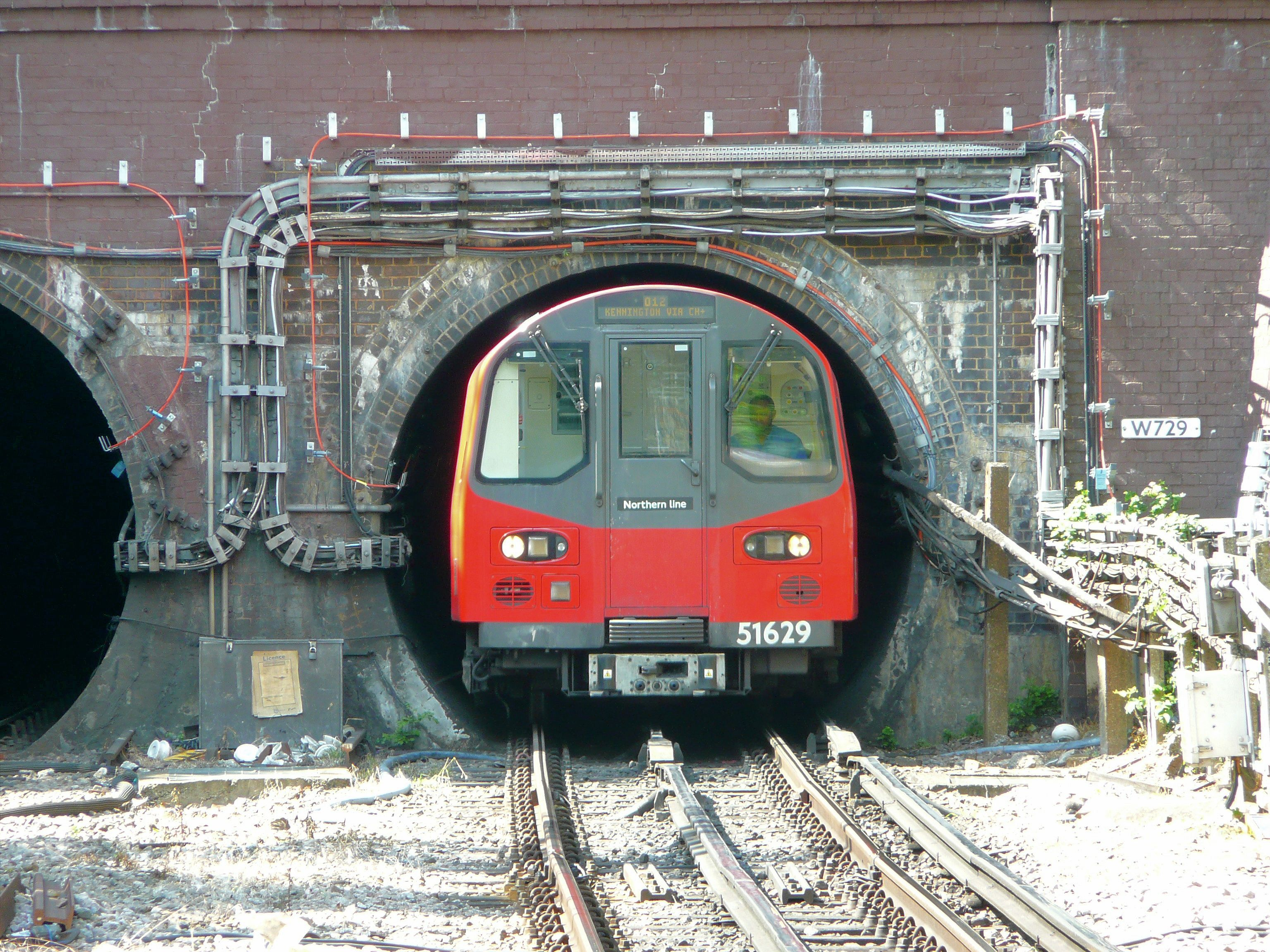
Zug am Tunnelende der Northern Line nördlich der Station Hendon Central

Als Röhrenbahn bezeichnet man ein spurgebundenes, meist innerstädtisches Verkehrsmittel, das in einem mittels Schildvortrieb gebauten Tunnel verkehrt, oder entsprechende Tunnelabschnitte. Der Begriff ist insbesondere für bestimmte Linien der Londoner U-Bahn in Gebrauch, wo zwischen Röhren- (Tube lines) und Unterpflasterbahnen (Sub-surface lines) unterschieden wird.

## Geschichte

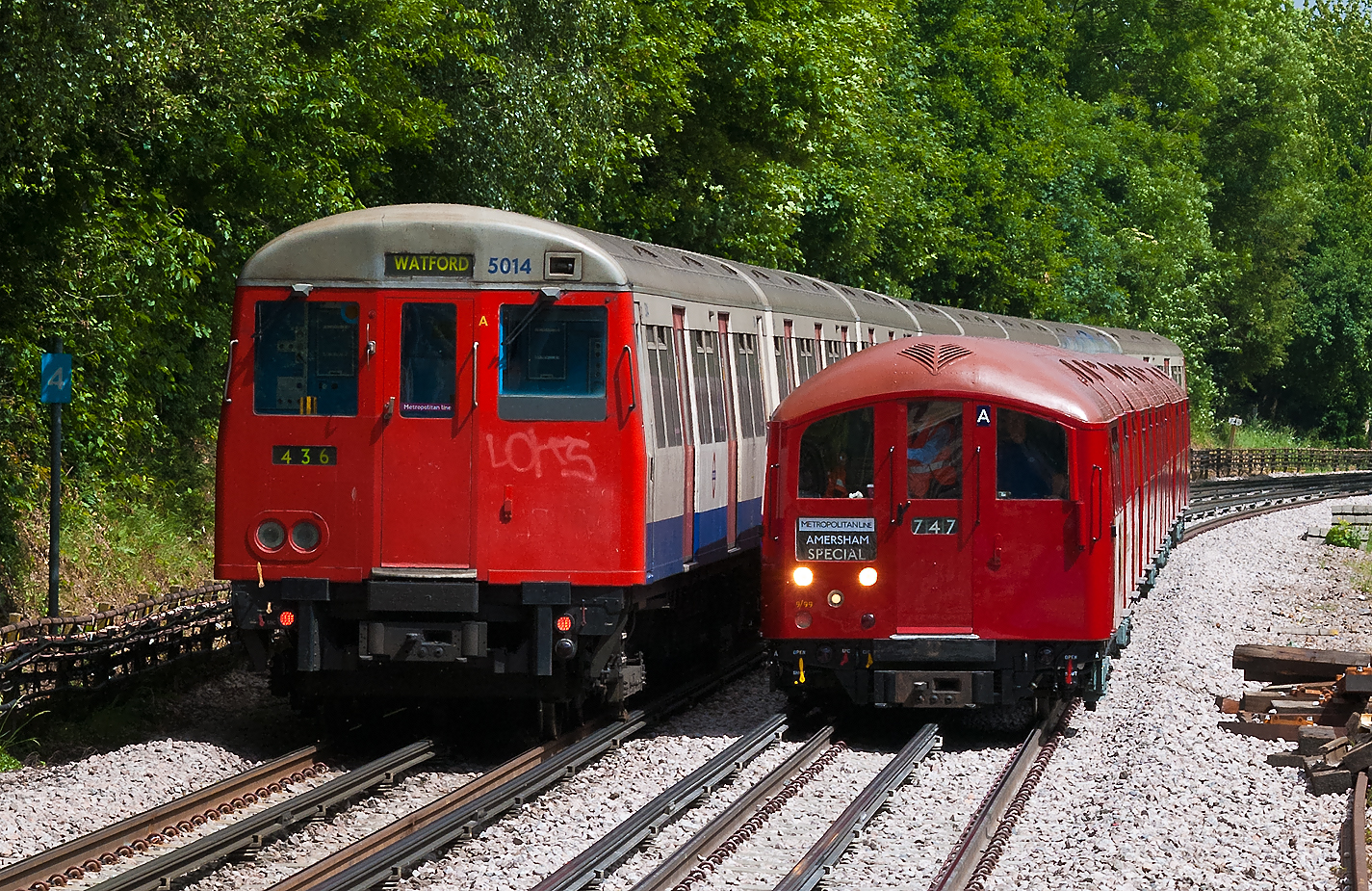
London Underground: Unterpflasterbahnzug und historischer Röhrenbahnzug

Die erste Untergrundbahn der Welt verkehrte in der britischen Hauptstadt London. Am 10. Januar 1863 wurde der erste Abschnitt der Metropolitan Railway, als unterirdische, noch mit Dampflokomotiven befahrene, Eisenbahn eröffnet. Gebaut wurde die Strecke als Unterpflasterbahn, als Teil der Metropolitan Line stellt sie die Keimzelle des heutigen Netzes dar.
Die Erfindung der Schildvortriebsbauweise hatte es ermöglicht, 1843 den Thames Tunnel, noch mit rechteckigem Querschnitt, in Betrieb zu nehmen. Der erste mit einer runden Vortriebsplatte gebaute Tunnel entstand in den Jahren 1869/1870. Am 2. August 1870 wurde dort, ebenfalls die Themse unterquerend, mit der Tower Subway die weltweit erste Röhrenbahn als Schienenseilbahn eröffnet. Ein von zwei stationären Dampfmaschinen an einem Stahlkabel gezogener Wagen pendelte zwischen den beiden Ufern durch den eingleisigen Tunnel. Nach vier Monaten endete der Bahnbetrieb bereits wieder.
Der Sauerstoffbedarf sowie die Rauch- und Dampfentwicklung der Lokomotiven machten es zunächst unmöglich, Züge in größerer Tiefe fahren zu lassen. Erst ab Ende des 19. Jahrhunderts wurden Züge elektrisch angetrieben. Die City and South London Railway nutzte diese Entwicklung und eröffnete, wiederum die Themseufer verbindend, eine Strecke von Stockwell zur King William Street. Dieser heute von der Northern Line befahrene Abschnitt gilt als die älteste in tief liegenden, gebohrten Röhren errichtete U-Bahn der Welt.
1898 wurde mit der kurzen Waterloo & City Line eine zweite Röhrenbahn eröffnet, zwischen 1900 und 1907 folgten vier weitere. Charakteristisch für die Londoner Röhrenbahnen ist das kleinere Lichtraumprofil im Vergleich zu den Unterpflasterzügen.
Die tief gelegenen Abschnitte der U-Bahn im schottischen Glasgow, die 1896 zunächst als unterirdische Kabelbahn in Betrieb genommen wurde, entstanden ebenfalls im Schildvortriebsverfahren.
Auf dem europäischen Festland konnte sich der Bau von Röhrenbahnen zunächst nicht durchsetzen. Versuche der AEG, ein Röhrenbahnnetz in Berlin zu etablieren, scheiterten in den 1890er Jahren. Zu Demonstrationszwecken wurde immerhin ein Tunnel unter der Spree gebohrt, der ab 1899 von der Straßenbahn genutzt wurde. Für die Métro Paris erwog die "Société du chemin de fer électrique souterrain Nord-Sud de Paris" (Nord-Sud) den Bau von Röhrenbahnen, während die konkurrierende "Compagnie du chemin de fer métropolitain de Paris" (CMP) Hochbahnen und Unterpflasterstrecken schuf.

## Aktuell
In den letzten Jahrzehnten entstanden viele neue U-Bahnen, deren Strecken nach unterschiedlichen Bauverfahren entstanden. Auch wurden, insbesondere in New York, Hochbahnstrecken unter die Erde verlegt. In Hamburg wurde Ende der 1950er Jahre der erste Streckenabschnitt mittels Schildvortrieb zwischen den Stationen Steinstraße und Hauptbahnhof gebaut. In Berlin entstand zwischen den Stationen Möckernbrücke und Kleistpark erstmals in den 1960er Jahren ein Abschnitt im Schildvortrieb.
Nach wie vor wird in London zwischen Röhren- und Unterpflasterbahnen unterschieden, wobei Linien beider Systeme auch außerhalb von Tunneln verkehren. Zu den Tube lines zählen die Bakerloo, Central, Jubilee, Northern, Piccadilly, Victoria und Waterloo & City Line.

## Andere Röhrenbahnen
Eisenbahntunnel werden heutzutage häufig im Schildvortriebsverfahren gebaut, die Bezeichnung Röhrenbahn ist hier aber nicht gebräuchlich. Hingegen wird auch häufig von einer Tunnelröhre gesprochen, wenn sie durch andere Bauweisen entstanden ist und keinen runden Querschnitt aufweist. Aber auch weitgehend oder vollständig in Tunnelröhren verlaufende Bergbahnen wie die ehemalige Gletscherbahn Kaprun 2 werden kaum als Röhrenbahnen bezeichnet.